# Nicarete impressipennis
Nicarete impressipennis är en skalbaggsart som beskrevs av Leon Fairmaire 1897. Nicarete impressipennis ingår i släktet Nicarete och familjen långhorningar.
Artens utbredningsområde är Madagaskar. Inga underarter finns listade i Catalogue of Life.